# Hiếu Huệ Chương Hoàng hậu
Hiếu Huệ Chương Hoàng hậu (chữ Hán: 孝惠章皇后, tiếng Mãn: ᡥᡳᠶᠣᠣᡧᡠᠩᡤᠠ
 ᡶᡠᠯᡝᡥᡠᠨ
 ᡝᠯᡩᡝᠮᠪᡠᡥᡝ
 ᡥᡡᠸᠠᠩᡥᡝᠣ, Möllendorff: hiyoošungga fulehun eldembuhe hūwangheo, Abkai: hiyouxungga fulehun eldembuhe hvwangheu, 5 tháng 11 năm 1641 - 7 tháng 1 năm 1718), Thanh Thế Tổ Kế hậu (清世祖继后) hay còn gọi Nhân Hiến Hoàng thái hậu (仁憲皇太后), là Hoàng hậu thứ hai của Thanh Thế Tổ Thuận Trị Hoàng đế và là Đích mẫu của Thanh Thánh Tổ Khang Hi Đế.
Kế vị Hoàng hậu năm 14 tuổi, bà chứng kiến sự sủng ái của phu quân đối với sủng phi Đổng Ngạc thị, người trở thành Hoàng quý phi đầu tiên của nhà Thanh. Năm Thuận Trị thứ 15 (1658), bà bị Thuận Trị Đế trách cứ không tận hiếu đạo với Hiếu Trang Hoàng thái hậu, thậm chí chuẩn bị nghị phế như người tiền nhiệm là Phế hậu Bác Nhĩ Tế Cát Đặc thị. Nhờ Hoàng thái hậu bảo vệ, bà được bảo toàn vị trí. Trong suốt triều dài hơn 300 năm, bà là vị Hoàng thái hậu có thời gian tại vị cao nhất Hậu cung nhà Thanh, với thời gian tại vị 57 năm.
Xét trong lịch sử Trung Quốc, Hiếu Huệ Chương Hoàng hậu là người tại ngôi Hoàng thái hậu lâu nhất, hơn cả Hiếu Nguyên Hoàng thái hậu Vương Chính Quân của nhà Hán (thời gian 54 năm). Cùng với thời gian ở ngôi Hoàng hậu, Hiếu Huệ Chương Hoàng hậu đã tại vị tối cao trong Hậu cung nhà Thanh tổng cộng 64 năm, lâu hơn bất kỳ vị Quốc mẫu nào trong toàn bộ lịch sử của triều Thanh cũng như Trung Quốc.

## Thân thế

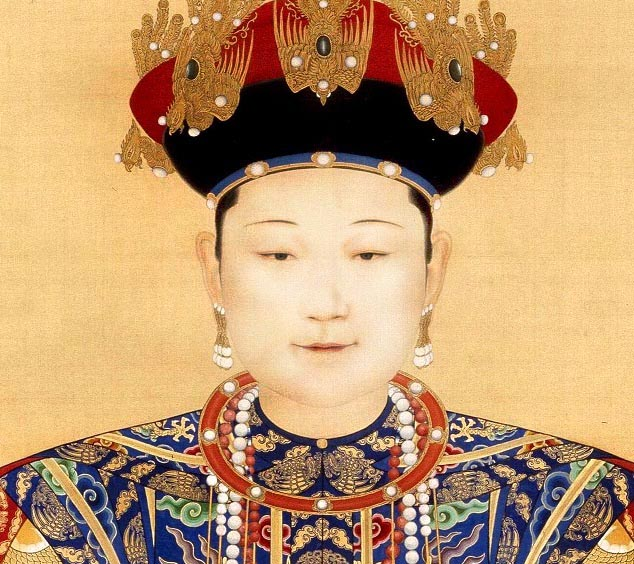
Cận chân dung Hiếu Huệ Chương Hoàng hậu Bác Nhĩ Tế Cát Đặc thị

Hiếu Huệ Chương Hoàng hậu sinh ngày 3 tháng 10 (ÂL) năm Sùng Đức thứ 6 (1641), xuất thân từ dòng họ nổi tiếng Bác Nhĩ Tế Cát Đặc, hay còn được phiên thành Bác Nhĩ Tế Cẩm (博尔济锦). Gia tộc của bà là bộ tộc Khoa Nhĩ Thấm của Mông Cổ, một bộ tộc nổi tiếng vào thời điểm ấy. Dòng họ này là một dòng dõi hoàng tộc, vua chúa của người Mông Cổ. Theo vai vế gia tộc thì nhà của bà thuộc cánh tả Trát Tát Khắc của Khoa Nhĩ Thấm, tức thuộc về hệ thống Mông Cổ Minh kỳ thời nhà Thanh.
Tằng tổ phụ của Hoàng hậu là Trung Thân vương Trại Tang (寨桑), vị Bối lặc của bộ tộc Khoa Nhĩ Thấm. Trại Tang có nhiều người con với vợ cả, gồm Trác Lễ Khác Đồ Thân vương Ngô Khắc Thiện (吴克善), Cố Sơn Bối tử Sát Hãn (察罕), Đạt Nhĩ Hán Ba Đồ Lỗ Thân vương Mãn Châu Tập Lễ (滿珠習禮), Mẫn Huệ Cung Hòa Nguyên phi và Hiếu Trang Hoàng thái hậu. Vị Bối tử Sát Hãn, em trai Ngô Khắc Thiện, anh trai của Mãn Châu Tập Lễ, Mẫn Huệ Cung Hòa Nguyên phi và Hiếu Trang Thái hậu, chính là tổ phụ của bà.
Thân phụ của Hoàng hậu là Xước Nhĩ Tế (綽爾濟), con trai của Sát Hãn, được phong tước vị [Trấn Quốc công; 鎮國公] của Khoa Nhĩ Thẩm bộ, về sau khi Hiếu Huệ Chương Hoàng hậu trở thành Thái hậu mà ông cũng được gia tặng lên làm Bối lặc. Thân mẫu của bà là Ái Tân Giác La thị, con gái của Nhiêu Dư Mẫn Quận vương A Ba Thái - con trai thứ 7 của Thanh Thái Tổ Nỗ Nhĩ Cáp Xích. Theo vai vế gia tộc, Hiếu Huệ Chương Hoàng hậu là cháu gọi Hiếu Trang Hoàng thái hậu bằng cô tổ mẫu; gọi Bác Nhĩ Tế Cát Đặc phế hậu bằng cô; gọi Thuận Trị Đế vừa bằng chú, vừa bằng dượng vì Thuận Trị Đế là đường đệ của cha, cũng là phu quân của cô bà.
Ngoài ra bà còn có người anh trai là Ngạc Tập Nhĩ (鄂緝爾), kế thừa tước vị Bối lặc; anh thứ Nạp Mục Tề (纳穆齐); anh ba là Nặc Mộc Đức Lực Cách Nhật Lỗ Tề Cách (诺木德力格日鲁齐格), anh thứ 4 là Ngạch Nhĩ Đức Ni (额尔德尼), tất cả đều là anh ruột cùng mẹ của bà. Ngoài ra, Xước Nhĩ Tế còn thêm con trai thứ 5 Tất Lực Căn Đạt Lai (必力根达来), con trai thứ 6 Mạc Nhật Căn Tất Lực Thổ Cách (莫日根必力吐格) cùng con trai thứ 7 Ngao Đặc Căn Đạt Lai (敖特根达来) đều là do Trắc Phúc tấn sinh ra. Trong gia đình, Hiếu Huệ Chương Hoàng hậu là con gái thứ ba của Xước Nhĩ Tế, chị gái cả của bà trở thành Đích Phúc tấn cho Giản Thuần Thân vương Tế Độ, đường huynh của Thuận Trị Đế; chị thứ lấy cháu nội của A Ba Thái; em gái thứ 4 là Thục Huệ phi, một phi tần khác của Thuận Trị Đế. Ngoài ra bà còn một người em gái út, cũng lấy một cháu nội khác của A Ba Thái.
Như vậy có thể nhìn ra, một chi gia hệ của Hiếu Huệ Chương Hoàng hậu không cao lắm trong hệ thống gia tộc Khoa Nhĩ Thấm, nhưng có liên quan chặt chẽ với hoàng thất Ái Tân Giác La, đây cũng là một trong những lý do quan trọng khiến bà được chọn làm Kế Hoàng hậu cho Thuận Trị Đế. Sau thời Thuận Trị, các Hoàng đế nhà Thanh không còn duy trì hôn nhân với tầng lớp Mông Cổ Minh kỳ bằng việc cưới con gái của họ làm vợ nữa. Hiếu Huệ Chương Hoàng hậu cũng là Hoàng hậu cuối cùng của triều Thanh xuất thân từ Mông Cổ Minh kỳ.

## Hoàng hậu Đại Thanh

### Nhập cung lập Hậu
Năm Thuận Trị thứ 10 (1653), tháng 8, Thuận Trị Đế phế truất ngôi vị Hoàng hậu của Bác Nhĩ Tế Cát Đặc thị, giáng làm [Tĩnh phi].
Năm Thuận Trị thứ 11 (1654), tháng 5, để tiếp tục việc Mãn - Mông liên hôn, cháu gái Thuận Trị Đế và Phế hậu là Bác Nhĩ Tế Cát Đặc thị phụng chỉ nhập cung, dựa theo phân bố Hậu cung nhà Thanh khi ấy thì bà được đãi hàng Phi, ngang cấp với Phế hậu Tĩnh phi. Một tháng sau, ngày 16 tháng 6, Bác Nhĩ Tế Cát Đặc thị chính thức được lập làm Kế hậu. Chiếu cáo thiên hạ. Năm ấy, Hoàng hậu Bác Nhĩ Tế Cát Đặc thị chỉ mới 14 tuổi.
Sách văn viết:
| “                                               | 朕惟两仪作配、后德肇于坤承。百世延禧、王化基于内则。义偕资始。位正安贞。咨尔博尔济锦氏、乃科尔沁国镇国公绰尔济之女。川岳钟祥。睢麟媲美。柔嘉成性、允符天伣之祯。淑慎为仪、式兆月恒之庆。兹仰承懿命。以册宝立尔为皇后。其尚助隆孝养。克叶雝和。茂衍昌炽于本支。共荐馨香于宗庙。钦哉 ... Trẫm duy lưỡng nghi tác phối, hậu đức triệu vu khôn thừa. Bách thế duyên hi, vương hóa cơ vu nội tắc. Nghĩa giai tư thủy. Vị chính an trinh. Tư nhĩ Bác Nhĩ Tế Cát Đặc thị, nãi Khoa Nhĩ Thấm quốc Trấn quốc công Xước Nhĩ Tế chi nữ. Xuyên nhạc chung tường. Tuy lân bễ mỹ. Nhu gia thành tính, duẫn phù thiên hiện chi trinh. Thục thận vi nghi, thức triệu nguyệt hằng chi khánh. Tư ngưỡng thừa ý mệnh. Dĩ sách bảo lập nhĩ vi Hoàng hậu. Kỳ thượng trợ long hiếu dưỡng. Khắc diệp ung hòa. Mậu diễn xương sí vu bổn chi. Cộng tiến hinh hương vu tông miếu. Khâm tai. | ” |
| — Sách lập Bác Nhĩ Tế Cát Đặc thị làm Hoàng hậu | |   |

### Hoàn toàn thất sủng
Theo đánh giá đương thời, Tân Hoàng hậu Bác Nhĩ Tế Cát Đặc thị tuổi trẻ xinh đẹp, kém Thuận Trị Đế 3 tuổi, nhưng do quá thật thà, không giỏi nhún nhường lấy lòng Hoàng đế, nên rốt cuộc bà cũng không chiếm được cảm tình của Thuận Trị Đế, cũng giống hoàn cảnh của Phế Hoàng hậu cùng họ lúc trước.
Năm Thuận Trị thứ 13 (1656), tháng 8, Đổng Ngạc thị, con gái đại thần Ngạc Thạc (鄂碩) vừa tiến cung đã được Hoàng đế chuyên sủng, sách phong Hiền phi (賢妃). Hoàng hậu Bác Nhĩ Tế Cát Đặc thị do đó hoàn toàn bị thất sủng. Không lâu sau, Thuận Trị Đế tấn phong Hiền phi thành Hoàng quý phi, danh vị chỉ dưới một mình Hoàng hậu. Hoàng đế tổ chức lễ sách phong long trọng, đại xá thiên hạ, trước giờ chưa từng có trong điển lệ của triều Thanh.
Năm Thuận Trị thứ 15 (1658), tháng giêng, nhân lúc Hiếu Trang Hoàng thái hậu không khỏe, Hoàng đế chớp lấy cơ hội ra chỉ trách cứ Hoàng hậu bất cẩn hầu hạ, trước giữ vị hiệu Hoàng hậu cùng Sách bảo của Bác Nhĩ Tế Cát Đặc thị nhưng bãi bỏ việc dâng Tiên chúc mừng theo nghi thức trong các dịp lễ lớn, còn sau đó nghị luận cùng các Nghị chính Vương đại thần về việc phế truất. Tiên, chữ Hán là [箋], là một loại tấu văn mà quan viên dùng để dâng lên Hoàng hậu hoặc Hoàng thái hậu trong các dịp trọng đại nhất, chủ yếu là Tam đại tiết (Nguyên Đán, Đông chí, Vạn thọ), có thể thấy việc Thuận Trị Đế hủy bỏ việc chính đáng này dành cho Bác Nhĩ Tế Cát Đặc thị tuy không nghiêm trọng bằng tước đi vị hiệu hoặc Sách bảo, nhưng cũng tỏ thái độ khá gay gắt của Hoàng đế dành cho bà. Tháng 3 cùng năm, Hoàng thái hậu phái Giản Thân vương Tế Độ truyền chỉ dụ, biện minh sức khỏe của bản thân vẫn an hòa, chính thức đình chỉ quá trình phế hậu đang rục rịch. Vì vậy sự việc không thành, Bác Nhĩ Tế Cát Đặc thị được khôi phục lệ tiến Tiên tấu mừng.
Đạo chỉ dụ tước sách bảo năm ấy:
- [諭禮部。朕惟皇后表正宮闈。孝敬為先。凡委曲盡禮。佐朕承歡聖母。此內職之常也。昨者皇太后聖體違和。朕朝夕侍奉。食息靡遑。皇后身為子婦。平時恪恭定省。原屬敬勤無失。且承皇太后篤愛、恩眷殊常。而此番起居問安禮節、殊覺闕然雖蒙聖母慈恩垂諒而於朕孝事之誠、不無有憾向年廢後之舉因與朕不協、故不得已而行之。至今尚歉於懷引為慚德、但孝道所關重大子婦之禮昭垂內則。非可偶違。茲將皇后位號及冊、寶照舊外、其應進中宮箋奏等項暫行停止。著議政王、貝勒大臣、九卿、詹事科、道會同議奏]
- Dụ Lễ bộ: Trẫm đặt chức vị Hoàng hậu, là để biểu chính cung vi, cũng là để cái đức hiếu là tiên quyết. Là Hoàng hậu, tức phải khôn khéo tẫn lễ, giúp Trẫm làm vui lòng Thánh mẫu, đấy cũng là việc thường tình của nội chức. Bỗng nay, Hoàng thái hậu thân thể không khỏe, Trẫm sớm chiều phụng an, ăn cơm nghỉ ngơi dần biến chuyển. Hoàng hậu thân là con dâu, ngày thường luôn khác cung định tỉnh, kính cẩn không sai lễ, lại được Hoàng thái hậu yêu quý vô bờ, luôn được bảo bọc yêu chiều. Mà đến nay lễ tiết vấn an sai lệch, tội này là to lắm. May mắn Thánh mẫu luôn hiểu nỗi hiếu đạo của Trẫm, tuy rằng không vui với hành động Phế hậu năm nào, nhưng cũng do Trẫm và Phế hậu không thể hòa thuận, bất đắc dĩ mà thôi. Nay tuy việc lục đục trong nội cung là thẹn đức, nhưng bậc con dâu là phải lấy hiếu đạo làm đầu, để còn làm biểu suất cho nội tắc, không thể làm trái. Nay duy danh vị Hoàng hậu cùng Sách bảo giữ như cũ, còn việc dâng Tiên từ bên ngoài đến Trung cung tạm thời đình chỉ. Các Nghị Chính vương, Bối lặc đại thần, Cửu khanh cùng Chiêm Sự khoa cùng nghị sự.

Năm Thuận Trị thứ 17 (1660), ngày 23 tháng 9 (ÂL), sau cái chết của Hoàng tứ tử Vinh Thân vương, Hoàng quý phi Đổng Ngạc thị lâm bệnh qua đời. Thuận Trị Đế ra chiếu dụ truy phong Đổng Ngạc thị làm Hoàng hậu, thụy hiệu là [Hiếu Hiến Đoan Kính Hoàng hậu; 孝獻端敬皇后].
Đây là hành động gây tranh cãi của Thuận Trị Đế, bởi lẽ khi đó Hoàng hậu Bác Nhĩ Tế Cát Đặc thị vẫn còn đang tại vị, việc truy phong sủng phi làm Hoàng hậu, cơ bản cho thấy Thuận Trị Đế thật sự vô tình, xem vị Hoàng hậu của mình như đã chết rồi. Không chỉ như vậy, Thuận Trị Đế vào tết Nguyên Đán sang năm, ra chỉ dụ đình chỉ lễ Khánh hạ, lại còn lấy lý do Hoàng hậu nhiều năm chưa từng đảm đương việc triều yết Từ Ninh cung mà lệnh cho Lễ bộ miễn liệt kê các lễ cần tiến hành khấu bái của Hoàng hậu, tức là miễn cho các Ngoại mệnh phụ từ nay về sau không cần phải vào hành lễ với Hoàng hậu trong bất kỳ dịp lễ nào nữa. Có thể thấy, nếu Thuận Trị Đế sống thọ thêm một chút nữa, thì việc phế truất năm xưa rất có thể tái diễn đối với bà.

## Hoàng thái hậu

### Thượng tôn huy hiệu
Năm Thuận Trị thứ 18 (1661), ngày 7 tháng 1 (tức ngày 5 tháng 2 dương lịch), Thuận Trị Đế băng hà. Hoàng tam tử Huyền Diệp đăng cơ, tức [Khang Hi Đế].
Tân Hoàng đế đăng cơ, theo quy tắc tôn Đích mẫu Hoàng hậu Bác Nhĩ Tế Cát Đặc thị là [Mẫu hậu Hoàng thái hậu; 母后皇后], tôn sinh mẫu Đông thị làm [Thánh Mẫu; 聖母]. Đến ngày 3 tháng 10, sau khi đặt định huy hiệu, Khang Hi Đế suất chư quần thần, dâng tôn Mẫu hậu Hoàng hậu huy hiệu là Nhân Hiến Hoàng thái hậu (仁憲皇太后).
Sách tôn viết:
| “                                   | 德弘祚胤、启万年显世之符。礼重徽称、合四海尊亲之戴。喜谐禁籞。庆溢寰区。钦惟母后皇后、柔顺承天。安贞配地。赞襄皇考、敷内治而化洽宫庭。抚育眇躬、绍丕基而恩深训迪。仰慈仁之备至、宜尊养之兼隆。载考彝章、晋崇鸿号。谨告天地、宗庙、社稷。率诸王、贝勒、文武群臣、恭奉册宝、上徽号曰、仁宪皇太后。伏愿嘉祥骈集。茂祉愈增。昭令闻而卜世卜年。迓休徵而弥昌弥炽。宝文曰、仁宪皇太后之宝。 ... Đức hoằng tộ dận, khải vạn niên hiển thế chi phù. Lễ trọng huy xưng, hợp tứ hải tôn thân chi đái. Hỉ hài cấm ngữ. Khánh dật hoàn khu. Khâm duy Mẫu hậu hoàng hậu, nhu thuận thừa thiên. An trinh phối địa. Tán tương Hoàng khảo, phu nội trị nhi hóa hiệp cung đình. Phủ dục miễu cung, thiệu phi cơ nhi ân thâm huấn địch. Ngưỡng từ nhân chi bị chí, nghi tôn dưỡng chi kiêm long. Tái khảo di chương, tấn sùng hồng hào. Cẩn cáo Thiên địa, Tông miếu, Xã tắc, suất chư Vương, Bối lặc, Văn võ quần thần, cung phụng sách bảo, thượng huy hào viết Nhân Hiến Hoàng thái hậu. Phục nguyện gia tường biền tập. Mậu chỉ dũ tăng. Chiêu lệnh văn nhi bặc thế bặc niên. Nhạ hưu trưng nhi di xương di sí. Bảo văn viết Nhân Hiến Hoàng thái hậu chi bảo. | ” |
| — Sách tôn Nhân Hiến Hoàng thái hậu | |   |

### Hoàng đế kính phụng

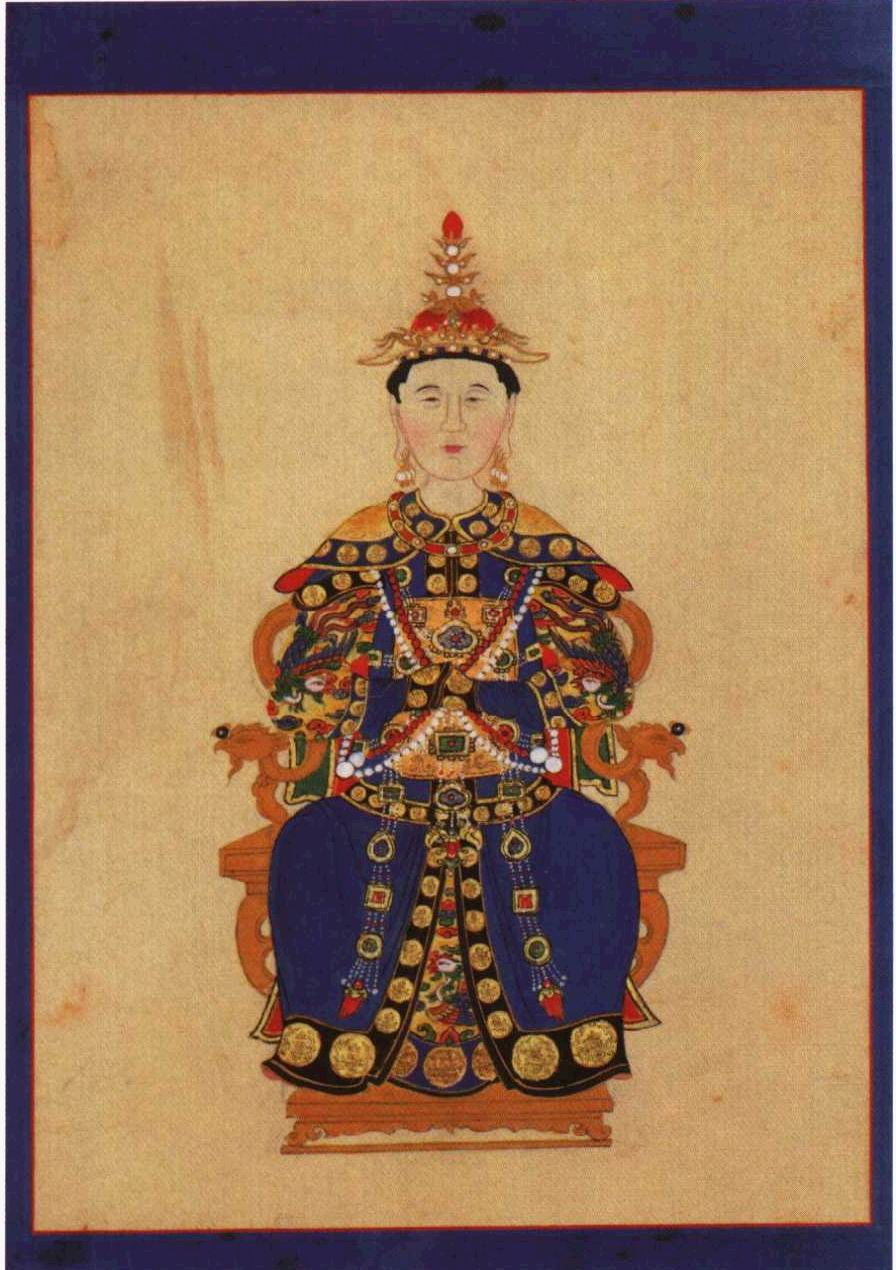
Hiếu Huệ Chương Hoàng hậu lúc về già

Năm Khang Hi thứ 4 (1665), ngày 9 tháng 9, Khang Hi Đế đại hôn, tấn lập Hiếu Thành Nhân Hoàng hậu, do đó xưng tôn thêm huy hiệu cho Chiêu Thánh Thái hoàng Thái hậu và Nhân Hiến Hoàng thái hậu. Bà được dâng thêm hai chữ [Khác Thuận; 恪順], toàn xưng Nhân Hiến Khác Thuận Hoàng thái hậu (仁憲恪順皇太后). Thời gian này trở về sau, bà thường được Khang Hi Đế tôn gọi là [Thánh mẫu Nhân Hiến Hoàng thái hậu; 聖母仁憲皇太后].
Tiếp theo đó, Nhân Hiến Hoàng thái hậu được dâng thêm huy hiệu qua các đợt để tỏ hiếu thuận. Năm Khang Hi thứ 6 (1668), tôn thêm hai chữ Thành Huệ (誠惠). Năm thứ 15 (1677), nhân dịp chọn lập Đích tử Dận Nhưng làm Thái tử, tôn thêm hai chữ Thuần Thục (純淑). Năm thứ 20 (1681), nhân dịp bình định Ngô Tam Quế, lại dâng thêm hai chữ Đoan Hi (端禧). Như vậy, huy hiệu đầy đủ của bà là Nhân Hiến Khác Thuận Thành Huệ Thuần Thục Đoan Hi Hoàng thái hậu (仁憲恪順誠惠純淑端禧皇太后).
Năm Khang Hi thứ 26 (1688), Chiêu Thánh Thái hoàng Thái hậu băng hà. Trước đó, mối quan hệ giữa Khang Hi Đế và Đích mẫu Nhân Hiến Hoàng thái hậu chỉ là quan hệ trên danh nghĩa, thậm chí có phần dè dặt sau khi mẹ đẻ của Khang Hi Đế là Từ Hòa Hoàng thái hậu băng thệ. Chính vào thời khắc Thái hoàng Thái hậu băng thệ, Hoàng đế và Thái hậu nhất loạt bi ai, chu đáo tang nghi cho Đại Hành Thái hoàng thái hậu. Từ đó trở đi, Khang Hi Đế thường xuyên đến vấn an Nhân Hiến Hoàng thái hậu hơn, dần dà tình mẫu tử giữa hai người vô cùng bền chặt.
Năm Khang Hi thứ 28 (1690), Khang Hi Đế tu kiến Ninh Thọ cung, đích thân dẫn quần thần làm lễ, mời Thái hậu ngự cung mới. Vào các đợt Bắc tuần, Nam tuần, Khang Hi Đế đều bồi Thái hậu cùng ngự dự, các vật phẩm tươi ngon, mới lạ nhất đều dâng lên Thái hậu trước. Tuy vậy, Thái hậu là người cần kiệm, khuyến Hoàng đế ít tổ chức tiệc tùng, các tiệc mừng thọ của Thái hậu cũng vì thế mà bớt xa hoa.
Năm Khang Hi thứ 35 (1696), Khang Hi Đế Bắc tuần, vừa lúc gặp sinh thần của Hoàng thái hậu, phụng thư xưng chúc, Thái hậu cũng sai người đưa áo ấm cho Hoàng đế. Khang Hi Đế do thấy sông chưa đóng băng nên chưa tiện mặc, nhưng vẫn vui vẻ dâng thư đáp lại rằng khi trời lạnh sẽ mặc. Bên cạnh đó, Hoàng đế sai đem hoa quả, thổ sản địa phương đến cung của Thái hậu, mệnh Tổng quản Thái giám chế biến để dâng cho Thái hậu dùng. Năm thứ 38 (1699), Khang Hi Đế Nam tuần, tiếp tục đích thân phụng giá Thái hậu đồng hành. Năm thứ 40 (1701), đại thọ thứ 60 của Hoàng thái hậu, Khang Hi Đế tổ chức đại lễ mừng tuy không xa hoa nhưng long trọng, đích thân uống rượu viết thơ dâng lên Thái hậu.

### Quay về cố hương
Năm Khang Hi thứ 37 (1698), ngày 29 tháng 7, Khang Hi Đế phụng Hoàng thái hậu đi tuần bên ngoài, cùng đi có Hoàng trưởng tử Dận Thì, Hoàng tam tử Dận Chỉ, Hoàng ngũ tử Dận Kì, Hoàng thất tử Dận Hựu, Hoàng cửu tử Dận Đường, Hoàng thập tử Dận Ngã, Hoàng thập tam tử Dận Tường cùng các vương công đại thần. Bọn họ thông qua Thừa Đức tiến vào thảo nguyên của Khoa Nhĩ Thấm bộ. Đây là lần đầu tiên, sau 40 năm li biệt, Nhân Hiến Hoàng thái hậu lại có thể trở về thảo nguyên cố hương.
Tháng 8, đến Khách Lạt Thẩm (喀喇沁) bộ tộc, dừng chân ở phủ đệ của Hoàng ngũ nữ, Hòa Thạc Đoan Tĩnh Công chúa. Tháng 9, Nhân Hiến Hoàng thái hậu chính thức bước đến thảo nguyên Khoa Nhĩ Thấm bộ, dừng chân ở phủ đệ của Thuần Hi Công chúa, con gái nuôi của Khang Hi Đế, cũng chính là con ruột của Cung Thân vương Thường Ninh.
Tại Khoa Nhĩ Thấm, Mông Cổ các bộ vương công đều tiến đến triều kiến bái yết, có Ông Ngưu Đặc (翁牛特), Ngao Hán (敖汉), Nại Mạn (奈曼), A Lộc Khoa Nhĩ Thấm (阿禄科尔沁), Quách Nhĩ La Tư (郭尔罗斯), Khách Nhĩ Khách (喀尔喀), Khách Lạt Thấm cùng Thổ Mặc Đặc (土默特). Khang Hi Đế ban thưởng, lại mở yến tiệc trịnh trọng, điều này có ghi trong bài thơ 《Chí Khuếch Nhĩ Thấm bộ lạc dữ chúng Mông Cổ yến》 (至廓尔沁部落与众蒙古宴): 「Đại dã chi hoàng ác, Trường diên tạ hoàng sa. Ân cao tuyên tắc hạ, Bộ lạc liệt sơn a. Pháp tửu triêm nhân túy, Chuy ngưu hưởng chúng đa. Đề huề giai phụ trĩ, Thiên trướng động hoan ca」.
Sau đó, Khang Hi Đế tùy Thái hậu vào Thẩm Dương, Thịnh Kinh, bái tế tổ lăng Vĩnh lăng (陵永), cùng các lăng Phúc lăng (福永; lăng của Thanh Thái Tổ) và Chiêu lăng (lăng của Thanh Thái Tông). Ngày 13 tháng 11, đoàn người trở về Bắc Kinh.

## Băng thệ
Năm Khang Hi thứ 56 (1717), tháng 12 ÂL, Hoàng thái hậu bệnh nặng, Khang Hi Đế bận việc phế Thái tử Dận Nhưng nhưng vẫn lập tức đến Ninh Thọ cung hầu thuốc. Khi Thái hậu hôn mê, bà vô tri vô giác cầm tay Hoàng đế mà không nói được. Khang Hi Đế phủ phục nói:“Mẫu hậu, thần tại đây”". Ngày 6 tháng 12 (ÂL), giờ Dậu, Nhân Hiến Hoàng thái hậu giá băng tại Ninh Thọ cung, thọ 78 tuổi. Khang Hi Đế bi ai cái chết của đích mẫu, dùng nghi lễ Cát biện (割辮; nghĩa là cắt tóc đuôi sam), vốn chỉ dùng cho tang lễ của Hoàng đế để an táng cho Đại Hành Hoàng thái hậu.
Năm Khang Hi thứ 57 (1718), ngày 12 tháng 3, Khang Hi Đế làm thượng tôn Đại Hành Hoàng thái hậu thụy hiệu, đặt định là [Hiếu Huệ; 孝惠], đầy đủ là Hiếu Huệ Nhân Hiến Đoan Ý Thuần Đức Thuận Thiên Dực Thánh Chương Hoàng hậu (孝惠仁憲端懿純德順天翼聖章皇后). Sang ngày 16 tháng 12, làm lễ dâng thần vị lên Thái Miếu. Chiếu cáo thiên hạ.
Sách văn viết:
| “                                             | 礼隆祔配、将申假庙之诚。义极显扬、特重崇亲之典。奉明禋而有恪。熙鸿号以无穷。钦惟皇妣大行皇太后、俨天体顺。应地含章。钟渭涘之殊灵。继蜀山之盛轨。归我世祖章皇帝、克襄内治、每持敬慎之小心。允协坤成、实禀肃雝之令则。训掖庭以节俭、躬曳练衣。率嫔御以勤劳、心亲织室。迨乎奉事太皇太后、重闱节縰、日问长信之安。内殿羹汤、时视太官之膳。山戊不□年而罔懈、紧仁孝之夙成。六宫被慈惠之恩、感深圣善。四海享和恒之福、庆衍升平。展祀瑶斋、事虔修夫苹藻。流光玉牒、化遍洽于睢麟。自惟幼冲、备蒙顾复。追忆昭隆之德、茂著两朝。载怀尊、养之忱、聿周五纪。谓遐龄之永锡、讵仙驭之遽升。逮及无期、哀摧至极。缅思懿行、欲宣述以何由。式奉遗规、竭形容而莫罄。用咨群议、敬告三灵。谨奉册宝、上奠谥曰、孝惠仁宪端懿纯德顺天翊圣章皇后。于戏。考閟宫之乐颂、长发其祥。嗣京室之徽音、克昌厥后。伏冀慈灵曲眷。神贶斯凭。典册常新、等球图而并重。隆名罔极、与日月以齐悬。炳耀琅函。辉华彤管。宝文曰、孝惠仁宪端懿纯德顺天翊圣章皇后之宝。 . Lễ long phụ phối, tương thân giả miếu chi thành. Nghĩa cực hiển dương, đặc trọng sùng thân chi điển. Phụng minh nhân nhi hữu khác. Hi hồng hào dĩ vô cùng. Khâm duy Hoàng tỉ Đại Hành hoàng thái hậu, nghiễm thiên thể thuận. Ứng địa hàm chương. Chung vị sĩ chi thù linh. Kế thục sơn chi thịnh quỹ. Quy ngã Thế Tổ Chương hoàng đế, khắc tương nội trị, mỗi trì kính thận chi tiểu tâm. Duẫn hiệp khôn thành, thật bẩm túc ung chi lệnh tắc. Huấn dịch đình dĩ tiết kiệm, cung duệ luyện y. Suất tần ngự dĩ cần lao, tâm thân chức thất. Đãi hồ phụng sự Thái hoàng thái hậu, trọng vi tiết sỉ, nhật vấn trường tín chi an. Nội điện canh thang, thời thị thái quan chi thiện. Sơn mậu bất □ niên nhi võng giải, khẩn nhân hiếu chi túc thành. Lục cung bị từ huệ chi ân, cảm thâm thánh thiện. Tứ hải hưởng hòa hằng chi phúc, khánh diễn thăng bình. Triển tự dao trai, sự kiền tu phu bình tảo. Lưu quang ngọc điệp, hóa biến hiệp vu tuy lân. Tự duy ấu trùng, bị mông cố phục. Truy ức chiêu long chi đức, mậu trứ lưỡng triều. Tái hoài tôn, dưỡng chi thầm, duật chu ngũ kỷ. Vị hà linh chi vĩnh tích, cự tiên ngự chi cự thăng. Đãi cập vô kỳ, ai tồi chí cực. Miến tư ý hành, dục tuyên thuật dĩ hà do. Thức phụng di quy, kiệt hình dung nhi mạc khánh. Dụng tư quần nghị, kính cáo tam linh. Cẩn phụng sách bảo, thượng điện thụy viết, Hiếu Huệ Nhân Hiến Đoan Ý Thuần Đức Thuận Thiên Dực Thánh Chương Hoàng hậu. Vu hí! Khảo bí cung chi nhạc tụng, trường phát kỳ tường. Tự kinh thất chi huy âm, khắc xương quyết hậu. Phục ký từ linh khúc quyến. Thần huống tư bằng. Điển sách thường tân, đẳng cầu đồ nhi tịnh trọng. Long danh võng cực, dữ nhật nguyệt dĩ tề huyền. Bỉnh diệu lang hàm. Huy hoa đồng quản. Bảo văn viết, Hiếu Huệ Nhân Hiến Đoan Ý Thuần Đức Thuận Thiên Dực Thánh Chương Hoàng hậu chi bảo. | ” |
| — Sách thụy văn của Hiếu Huệ Chương Hoàng hậu | |   |

Khi đó, Khang Hi Đế vì chuyện Phế Thái tử mà suy kiệt, bản thân Hoàng đế cũng lớn tuổi, nên các đại thần Mãn - Hán đều khuyên Hoàng đế bớt bi thương, ý muốn nói Hoàng đế đừng nên vì Hiếu Huệ Chương Hoàng hậu mà đích thân tế bái quá nhiều, nhưng rốt cuộc Hoàng đế vẫn tự mình làm hết các lễ tế của Mẫu hậu, có thể thấy Khang Hi Đế đối với Đích mẫu thật tâm hiếu thuận. Theo ý chỉ của Hoàng đế, lấy thần vị của Hiếu Huệ Chương Hoàng hậu cùng Hiếu Khang Chương Hoàng hậu đồng tôn vị ở Thái miếu. Đại học sĩ Vương Thiểm (王掞) tâu: 「"Bệ hạ thánh hiếu, khi trước Thái hoàng thái hậu phụ miếu, không lấy Hiếu Đoan hậu lên trên. Nay liệu có lẽ nên để Hiếu Khang hậu lên trên Hiếu Huệ hậu chăng?"」. Khang Hi Đế mắng một hồi vì vốn dĩ Hiếu Huệ Chương hoàng hậu là đích, Hiếu Khang Chương hoàng hậu là thứ, đích - thứ tôn ti khác biệt nên sao có thể để Hiếu Huệ hậu bên dưới được; cuối cùng quyết định đem thần vị Hiếu Huệ hậu lên trên Hiếu Khang hậu.
Tháng 3, ngày Ất Dậu, an táng Hiếu Huệ Chương Hoàng hậu ở phía Đông của Hiếu lăng (孝陵), gọi là Hiếu Đông lăng (孝東陵). Còn Hiếu Khang Chương Hoàng hậu và Hiếu Hiến Đoan Kính Hoàng hậu nhập táng Hiếu lăng. Nhưng Khang Hi Đế rốt cuộc chỉ tôn Đế thụy [Chương] cho đích mẫu và thân mẫu mà thôi, còn Hiếu Hiến Đoan Kính Hoàng hậu không được xét Đế thụy cũng như bị Khang Hi Đế bỏ tế hiến.
Qua các đời sau, thụy hiệu đầy đủ của bà là: Hiếu Huệ Nhân Hiến Đoan Ý Từ Thục Cung An Thuần Đức Thuận Thiên Dực Thánh Chương Hoàng hậu (孝惠仁憲端懿慈淑恭安純德順天翼聖章皇后)